# Плавунець дволінійний
Плавунець дволінійний (Graphoderes bilineatus) — вид комах з родини Dytiscidae. Один з 7 видів, поширених у Палеарктиці. В Україні один з 4 видів роду.

## Морфологічні ознаки
14,5-16,0 мм. Тіло широкоовальне, слабко опукле. Верх майже гладкий, жовтий. Дві поперечні стрічки на передньоспинці та густі крапки на надкрилах чорні.

## Поширення
Північна, середня (до Італії та Боснії) та східна Європа, західний Сибір (до р. Об).
Зустрічається від Полісся на південь до північної підзони степової зони. Відомий із Закарпаття.

## Особливості біології
Зимують дорослі жуки. Зустрічається в стоячих водоймах. Хижак.

## Охорона
Вид занесений до Червоної книги України (охоронний статус: недостатньо відомий вид), Бернської конвенції (Додаток ІІ. Види фауни, що підлягають особливій охороні) та Директиви Європейського Союзу 92/43/ЄС «Про збереження природних оселищ та видів природної фауни і флори» (Додаток II. Види рослин і тварин, що становлять особливий інтерес для Європейського Союзу, збереження яких потребує створення територій особливої охорони. Додаток IV. Види рослин і тварин, що становлять особливий інтерес для Європейського Союзу, які потребують суворих заходів охорони).